# Madonna del Monte
Madonna del Monte (wł. Matka Boża Wzgórza) − opuszczona wyspa Laguny Weneckiej na północy Morza Adriatyckiego, u wybrzeży Wenecji Euganejskiej.
Wyspa wielkości 5365 m², z których 870 zabudowanych, znajduje się między San Giacomo in Paludo i Mazzorbo. Opływają ją wody kanału Scomenzera San Giacomo. Składa się z dwóch pasów tereny połączonych ze sobą wąskim przesmykiem.

## Historia
W 1303 na wyspie założono niewielki klasztor benedyktynek pod wezwaniem św. Mikołaja, skąd wcześniejsza nazwa wyspy San Nicolò della Cavana. Monaster skasowano w 1432 ze względu na problemy w utrzymaniu się wspólnoty. Dobra przejął Klasztor Świętej Katarzyny na Mazzorbo. Miejsce pozostawało całkowicie opuszczone do 1712, kiedy wenecjanin Pietro Tabacco wzniósł kościół pod wezwaniem Matki Bożej Różańcowej. Świątyni wraz z zabudową miała służyć konfraterni, którą założył. Od tego momentu wyspa nazywana była Monte del Rosario lub Madonna del Monte. Obiekt sakralny rozebrano w połowie XIX wieku. Zastąpił go magazyn materiałów wybuchowych, którego ruina znajduje się do dzisiaj na wyspie. Wyspa znajduje się w rękach prywatnych.